# Список глав государств в 190 году
Список глав государств в 189 году — 190 год — Список глав государств в 191 году — Список глав государств по годам

## Африка
- Мероитское царство (Куш):
  - Аритениесбоке, царь (175 — 190)
  - Аманикхарекерем, царь (190 — 194)

## Азия
- Армения Великая — Вагарш II, царь (186 — 198)
- Западные Кшатрапы —  Исварадатта, махакшатрап (188 — 191)
- Иберия — Рев I, царь (189 — 216)
- Китай (Династия Восточная Хань):
  - Сянь-ди (Лю Се), император (189 — 220)
  - Дун Чжо, регент (189 — 192)
- Корея (Период Трех государств):
  - Когурё — Когукчхон, тхэван (179 — 197)
  - Пэкче — Чхого, король (166 — 214)
  - Силла — Порхю, исагым (184 — 196)
- Осроена — Абгар IX Великий, царь (177 — 212)
- Паган — Пьюсоти, король[англ.] (167 — 242)
- Парфия — Вологез III, шах (147 — 191)
- Сатавахана — Шри Яджня Сатакарни, махараджа (178 — 207)
- Хунну — Юйфуло, шаньюй (188 — 195)
- Чера — Тагадур Эринда Перумшерал, царь (185 — 201)
- Япония — Сэйму, тэнно (император) (131 — 191)

## Европа
- Боспорское царство — Савромат II, царь (174 — 210)
- Ирландия — Арт Оэнфер, верховный король (165 — 195)
- Римская империя:
  - Коммод, римский император (177 — 192)
  - Коммод, консул (190)
  - Марк Петроний Сура Септимиан, консул (190)

## Галерея
- Савромат II 
 174—210 
 Царь Боспорского царства
- Сэйму 
 131—191 
 Император Японии